# Dmytro Hryško
Dmytro Serhijovyč Hryško (in ucraino Дмитро Сергійович Гришко?; Horlivka, 2 dicembre 1985) è un allenatore di calcio ed ex calciatore ucraino, di ruolo difensore.

## Carriera
Ha giocato nella massima serie dei campionati ucraino e russo.